# Aya
Aya (oficialmente en euskera: Aia) es un municipio de la provincia de Guipúzcoa, País Vasco (España).
Se trata de un extenso municipio rural situado cerca de la costa. Dentro de sus límites se encuentra el parque natural de Pagoeta.

## Geografía
Integrado en la comarca de Urola Costa, se sitúa a 29 kilómetros de San Sebastián. El término municipal está atravesado por la Autopista del Cantábrico (AP-8), por la carretera N-634 entre los pK 14 y 16, por la carretera provincial GI-2631, que se dirige a Asteasu, y por una carretera local que comunica con Orio.
El término municipal de Aya tiene 56 km². El relieve del municipio es predominantemente montañoso e incluye el parque natural de Pagoeta. La desembocadura del río Oria hace de límite con Orio. La altitud oscila entre los 714 metros (monte Pagoeta) y el nivel del mar. El pueblo se alza a 308 metros sobre el nivel del mar. 
| Noroeste: Aizarnazábal, Zumaya, Guetaria y Zarauz | Norte: Mar Cantábrico y Orio | Noreste: Orio y Usúrbil |
| Oeste: Cestona                                    |                              | Este: Usúrbil           |
| Suroeste: Régil                                   | Sur: Asteasu                 | Sureste: Cizúrquil      |

### Espacios naturales

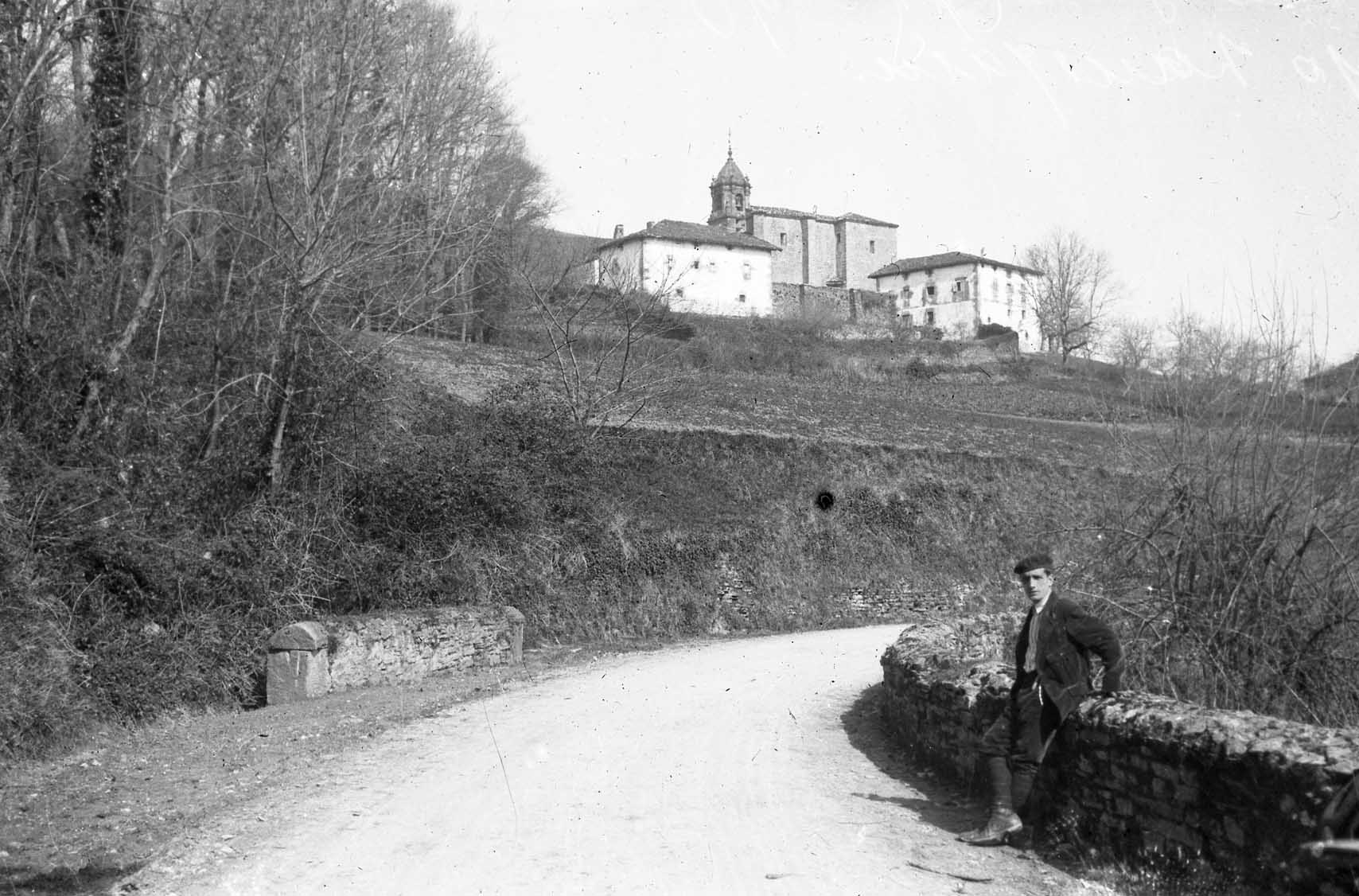
Fotografía tomada en 1914 por Indalecio Ojanguren

En Aya se localiza un conjunto de enclaves de gran valor naturalístico, sobre todo en torno al río Oria donde podemos observar un conjunto de vegas, marismas y humedales muy bien conservados aunque gravemente amenazados por el desarrollo industrial de la población. Este conjunto se encuentra incorporado a la Red Natura 2000 dentro del estuario del Oria junto con enclaves de Aia y Orio. Asimismo, parte del Biotopo Natural de Iñurritza se localiza en terrenos de Aya, así como el parque natural de Pagoeta.

## Demografía
Aya cuenta con una población de 2141 habitantes (INE 2024).
| Gráfica de evolución demográfica de Aya entre 1842 y 2021                                                           |
| |
| Población de derecho según los censos de población del INE Población de hecho según los censos de población del INE |

## Administración y política

### Gobierno municipal
| Partido político                                             | 2023  | 2023       | 2019  | 2019       | 2015  | 2015       | 2011  | 2011       | 2007  | 2007       |
| Partido político                                             | %     | Concejales | %     | Concejales | %     | Concejales | %     | Concejales | %     | Concejales |
| Euzko Alderdi Jeltzalea-Partido Nacionalista Vasco (EAJ-PNV) | 48,40 | 6          | 54,73 | 6          | 56,71 | 7          | 53,06 | 6          | 61,31 | 6          |
| Euskal Herria Bildu (EH Bildu)-Bildu                         | 38,34 | 4          | 41,57 | 5          | 39,47 | 4          | 43,56 | 5          | —     | —          |
| Aiako Batzarre Burujabea (ABB)                               | 10,45 | 1          | —     | —          | —     | —          | —     | —          | —     | —          |
| Eusko Abertzale Ekintza-Acción Nacionalista Vasca (EAE-ANV)  | —     | —          | —     | —          | —     | —          | —     | —          | 26,56 | 3          |

### Organización territorial

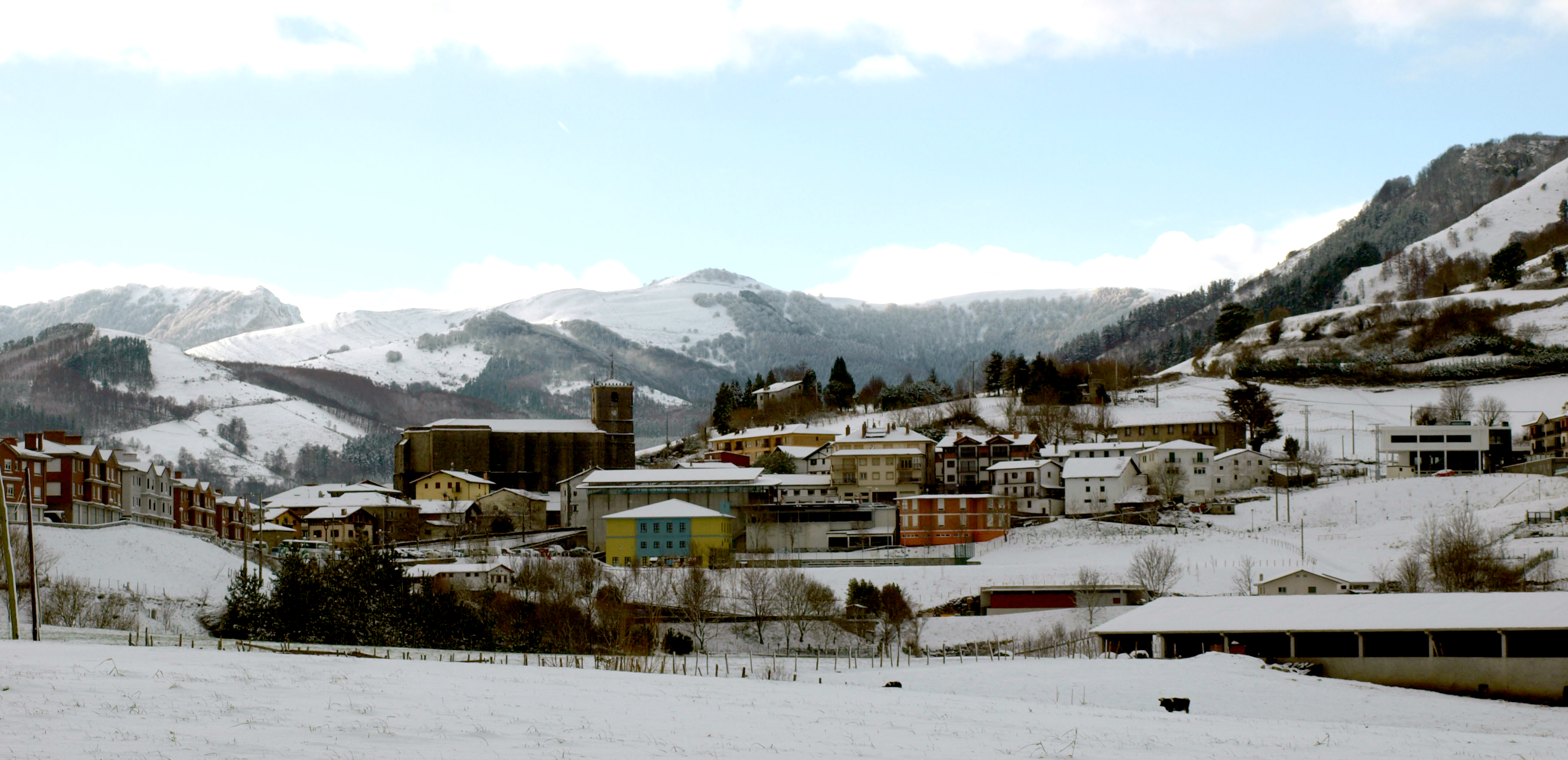
Vista del casco del pueblo de Aya bajo una nevada el 10 de enero de 2010

Aya es un municipio formado por un núcleo principal que es el pueblo de Aya y numerosos barrios distribuidos por el término municipal que se asemejan a pequeñas aldeas.
Se suele considerar que Aya tiene once barrios, a los que se suma el casco del pueblo.
- Alzola: Tiene 11 habitantes
- Andatza o San Pedro: 249 habitantes
- Arratola Aldea: 38 habitantes
- Arrutiegia: 106 habitantes
- Elcano: 100 habitantes. El barrio está compartido con Zarauz
- Etxetaballa: 45 habitantes
- Iruretaegia: 97 habitantes
- Kurpidea: 59 habitantes
- Laurgain: 78 habitantes
- Olaskoegia: 202 habitantes
- Santio Erreka: 254 habitantes
- Urdaneta: 78 habitantes

El núcleo urbano de Aya tiene unos 470 habitantes.

## Historia
Hacia mediados del siglo XIX, el lugar, ya por entonces con ayuntamiento propio, tenía contabilizada una población de 2069 habitantes. Aparece descrito en el tercer volumen del Diccionario geográfico-estadístico-histórico de España y sus posesiones de Ultramar de Pascual Madoz con las siguientes palabras:

AYA: ayunt. ó univ. en la prov. de Guipúzcoa (4 leg. á Tolosa), dióc. de Pamplona (14), aud. de Búrgos (33), c. g. de las Provincias Vascongadas (13), y part. jud. de Azpeitia (3), comprendido en la ant. alcaldia mayor de Sayaz: sit. al N. de la prov. y falda del monte Pagoeta: su clima sano. La pobl. de Aya está reducida á unas 20 casas con 1 plaza, donde hay casa consistorial, cárcel, escuela, 2 posadas y la igl.; pero se estienden y forman la univ., los barrios de Alzola, Andoza, Arrutieguia, Curpidipea, Echetavalla, Iruretaeguia, la Ria, Laurgain, Olascoagaeguia y Urdaneta, y los cas. de Arramburu, Barerain é Izatas que en lo espiritual pertenecen á Zarauz. La igl. parr. (San Estéban) es capaz, decente y de buena construccion: está servida por 1 cura rector y 6 beneficiados, cuyas vacantes se reemplazan alternativamente por naturales y estraños que presenta la casa de D. Fausto Corral. Los barrios de Alzola, Laurgain y Urdaneta tienen parr. de por sí. El térm. se estiende á unas 2 leg. en sus estremos, y confina al N. Zarauz y Orio; por E. Cizurquil y Usurbil; al S. Asteasu y univ. de Regil, y á O. la v. de Cestona: hay muchas y buenas fuentes de esquisita agua, cuyos derrames enriquecen á 4 arroyos que cruzan el térm., y sobre los cuales se encuentran varios puentes de piedra que facilitan el tránsito de unos á otros barrios: por el N. el Guitzuriturri, donde hay 1 ferr. y 6 molinos; el de Ereca en el barrio de la Ria, da impulso á 15 molinos y 4 ferr., y unido al de Anzubieta desagua, como el de Guilzuriturri, en el r. ó canal de Orio; el Alzolarás, dirigiéndose al N., mueve 1 ferr. y 3 molinos, pasa al térm. de Zarauz y se introduce en el mar cantábrico. El terreno, quebrado y áspero, corresponde sin embargo, á la laboriosidad de sus hab.: los caminos son vecinales y penosos: la correspondencia se recibe en Tolosa: prod.: maiz, trigo, manzanas, castañas, nueces, algunas legumbres, hortaliza y frutas, mucho arbolado y pasto: cria ganado vacuno, lanar y caballar: bastante caza de liebres, perdices, palomas, becadas, codornices, algunos gansos y patos, y se ven jabalíes y zorros. La pesca es abundante de truchas, anguilas y de otros peces que con la marea se introducen en los arroyos. A la ind. agrícola se une la ferr., siendo notable la fáb. de anclas en la ferr. de Arrazubia: la carpinteria y el carboneo ocupa tambien muchos brazos: pobl.: 411 vec., 2,069 alm.: riqueza y contr. (V. Guipuzcoa intendencia.) La antigüedad de Aya es inmemorial, y tiene el fuero de las primeras pobl. de la prov.; sus armas son una encina, un leon en actitud de subir á ella, y un toro en la accion de embestir; el lema: salutem ex inimicis nostris et de manu omnium qui oderunt nos. Entre sus afamados hijos cuenta el valeroso capitan Machin de Aya, de quien habla Pablo Jovio al hacerlo de Hugo de Moncada, y al esforzado Martin Arana de Echarriz, que siendo capitan al servicio de Felipe III, se ofreció á llevarlo en hombros, en un dia de lluvia y frio, en los peligrosos pasos de Rentería á Fuenterrabia.
(Madoz, 1846, p. 191)

## Cultura

### Patrimonio

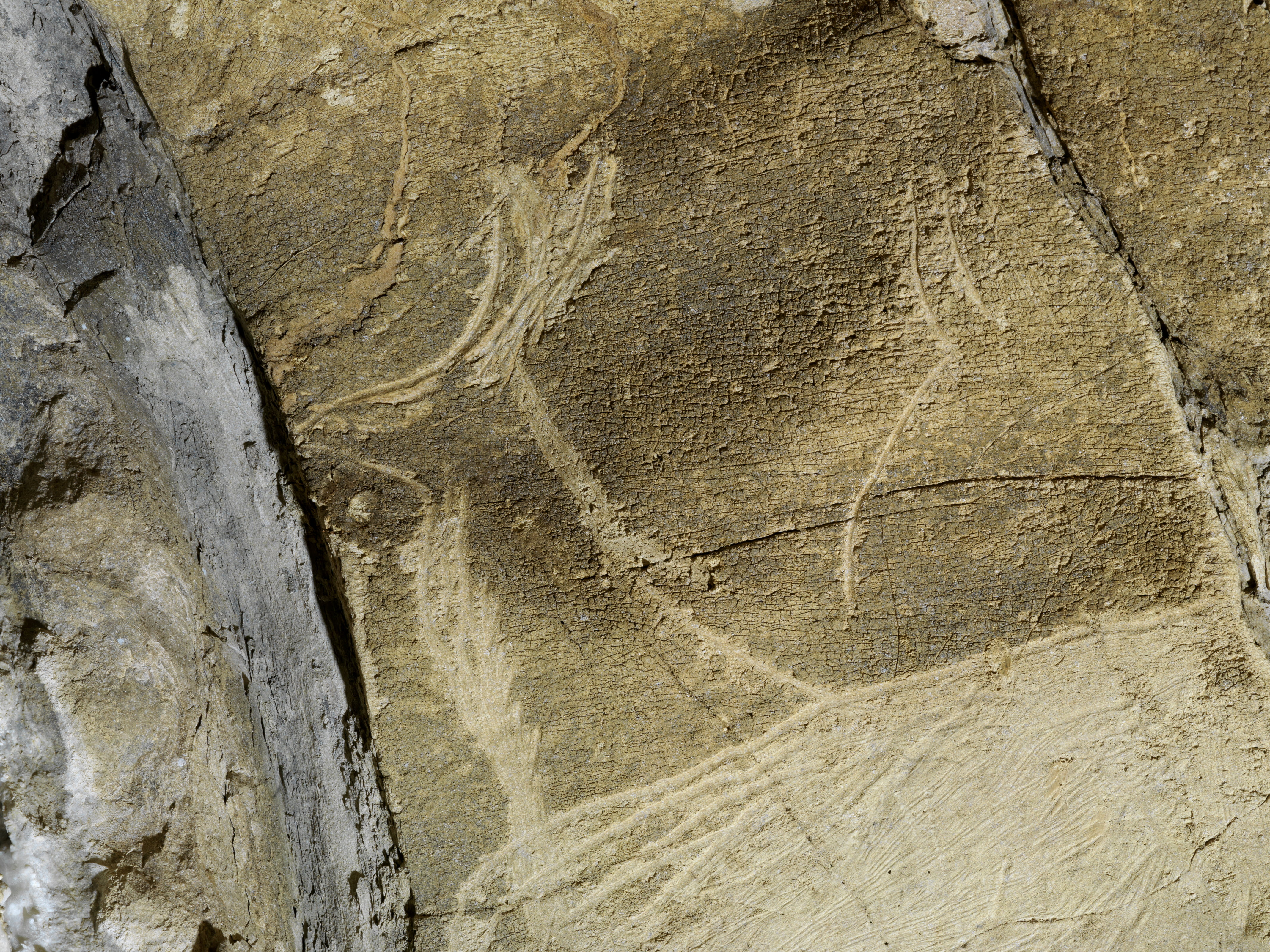
Figura de antílope de la Cueva de Altxerri

#### Patrimonio prehistórico
En esta localidad se encuentra la cueva de Altxerri, bien de interés cultural que además está incluido en la lista del Patrimonio de la Humanidad de la Unesco desde julio de 2008, dentro del sitio «Cueva de Altamira y arte rupestre paleolítico del Norte de España».
En la gruta se conservan pinturas rupestres y sobre todo grabados, que han sido datados en el periodo Magdaleniense Superior final, dentro del Paleolítico Superior. Su estilo artístico forma parte de la denominada escuela franco-cantábrica, caracterizada por el realismo de las figuras representadas. Altxerri está considerado uno de los grandes conjuntos de grabados del cantábrico. Posee alrededor de ciento veinte grabados de los cuales noventa y dos son de animales. Por otro lado las pinturas situadas en una galería superior, conocida como Altxerri B, han sido datadas en un estudio de 2013 como las pinturas rupestres más antiguas en Europa, con una edad estimada de 39 000 años.
La cueva no está abierta al público ni existe una réplica para visitarla. Solo pueden acceder a la misma investigadores. El acceso al público general se mantiene restringido desde su hallazgo para proteger las pinturas, que se encuentran en un delicado estado de conservación. 
Del periodo Neolítico se conserva la estación megalítica de Pagoeta situada en su totalidad dentro del monte homónimo en el término municipal de Aya. Esta estación comprende 1 dolmen (Dolmen de Olarteta) y 8 túmulos (Arreta, Murugil I y II, Saberriko Haitzak, Urruztume I, II, III y IV). Aya también comparte con municipios vecinos las estaciones megalíticas de los montes Andatza y Ernio. Dentro de Aya se encuentran dos dólmenes de la primera (Loatzu I y II) y uno de la segunda (Otagain). 

#### Patrimonio religioso
Debido a su configuración dispersa con 11 barrios, más el casco del pueblo, abundan los templos religiosos en Aya, que cuenta con varias iglesias (actualmente hay tres parroquias católicas en el municipio) y ermitas. Sin embargo ninguna de ellas está considerada como un monumento excepcional y tan solo la Ermita de San Pablo ha sido considerada como un bien calificado por el Gobierno Vasco. 
- Iglesia parroquial de San Esteban: preside el centro histórico de Aya. Fue construida entre los siglos XVI y primera mitad del XVII. Se trata de un edificio de una sola nave, con planta de cruz latina, ábside ochavado y bóvedas de crucería. Es la iglesia de la parroquia de Aya, donde se celebran misas todos los domingos y festivos religiosos.
- Ermita de Nuestra Señora de Aizpea: situada a poca distancia de la iglesia, en un abrigo natural debajo de la peña sobre la que se asienta el templo principal. Aizpea significa 'bajo la peña' en euskera. Guarda en su interior retablos del siglo XVII y una imagen de la Virgen de Aizpea, perteneciente al siglo XV.
- Humilladero de la Cruz: situado a medio camino entre el casco de Aya y el cercano cementerio. Una cruz gótica de piedra labrada en un humilladero bajo techumbre a cuatro aguas sostenida por gruesas vigas. Su nombre en euskera significa 'La cruz santita'.
- Iglesia de San Miguel Arcángel: iglesia parroquial de Laurgain. Cuenta con una torre barroca.
- Ermita de San Pedro: situada en el barrio de Andatza, que también es llamado San Pedro debido a esta ermita. Cuenta con un retablo plateresco obra de Andrés de Araoz y una hermosa pila bautismal.
- Ermita de San Pedro: situada en el barrio de Elcano. Es un edificio señorial con portada gótica y en cuyo interior se encuentran restos de la iglesia de los siglos XII o XIII.
- Ermita de Santiago de Arrazubia: situada en el barrio de Santio Erreka. Vinculada al Camino de Santiago de la Costa y a las ferrerías de la zona. En sus muros de cantos rodados y ábside se pueden apreciar restos de escoria utilizada en la construcción. La ermita está restaurada.
- Ermita de San Pablo: se encuentra junto a la carretera N-634, al inicio de la subida del Puerto de Orio en terrenos que pertenecen al barrio de Laurgain. De estilo rural y restaurada. Está catalogado con bien calificado con protección básica por el Gobierno Vasco.
- Ermita de San Román de Alzola: pequeña ermita de tipo rural en el barrio de Alzola.[5]
- Iglesia de San Martín de Urdaneta:es la sencilla iglesia de la parroquia de Urdaneta.
- Ermita de San Juan Bautista de Iturrioz: situada en el extremo más meridional del municipio en el límite de este con Régil y Asteasu. La ermita pertenece conjuntamente a los municipios de Aya (en cuyo terreno se encuentra), Régil, Albíztur y Bidegoyan. Esta ermita aparece mencionada en 1584 y fue lugar de ferias y reuniones hasta el siglo XVIII.

#### Patrimonio civil
De la arquitectura civil tradicional del municipio destacan los siguientes caseríos que poseen diferentes grados de protección por parte del Gobierno Vasco. 
- Caserío Aizpitarte, siglo XVIII, situado en el barrio de Kurpidea.
- Caserío Gorostiola, siglo XVII, situado en el barrio de Arrutiegia.
- Caserío Iturriotz, siglo XVI, situado en el barrio de Iruretaegia.
- Caserío Mañarinzelai, siglo XVI, situado en el barrio de Santio Erreka.
- Caserío Portu, en el barrio de Santio Erreka. En estado ruinoso,

También son reseñables edificios como el ayuntamiento (1852) o la Casa solariega de Laurgain, que cuenta con vestigios de la antigua casa torre, situada en el barrio homónimo. 
Otras edificaciones destacables de la arquitectura tradicional vasca en el municipio son: 
- Casas Gilisagasti, Garagorrienea y Ostatu-Berri en el Casco
- Caseríos Aristerrazu y Iruntziaga-errota en el barrio de Andatza.
- Caseríos Zulaika, Armendi y Aialde en el barrio de Arrutiegia.
- Caseríos Orendáin y Zatarain en el barrio de Etxetaballa.
- Caseríos Aramburu y Olazábal en barrio de Iruretaegia.
- Caserío Jonsansoro en el barrio de Kurpidea.
- Caseríos Landarbide-Zahar y Bizkar en el barrio de Laurgain.
- Caserío Arrazubi-Olazabal en Santio Erreka
- Caseríos Indagarate-zahar, Olalde y Errota-Txiki en Urdaneta.

#### Parque natural de Pagoeta
El Parque de Pagoeta, con 1343 hectáreas, se extiende desde una cota mínima de 50 metros sobre el nivel del mar hasta la cruz del monte, el punto más alto, a 714 metros, más 1517 hectáreas de zona periférica, hacen una extensión total de 2860 hectáreas, en su mayor parte inscritos dentro del término municipal de Aya, aunque también se extiende por Cestona y Zarauz. Se trata de un paraje natural bien conservado, pero bastante humanizado.
Iturraran es un caserío del barrio de Laurgain acondicionado actualmente como parketxe (casa del parque), es decir centro de recepción, información e interpretación del parque natural de Pagoeta.Se trata de un caserío restaurado del siglo XVIII con estructura de madera. El caserío mantiene un pequeño museo que versa sobre el medio físico y etnográfico de Pagoeta. Así mismo, también ofrece un taller didáctico y varios soportes interactivos. En las inmediaciones del Parketxe hay una serie de sitios de interés:
- Jardín Botánico de Iturraran de 20 hectáreas de extensión con 5500 taxones diferentes identificados de vegetación autóctona, plantas amenazadas del País Vasco y especies de diferentes lugares del mundo.
- El complejo de la Ferrería y Molinos de Agorregi, del siglo XVIII, restaurados y que pueden verse en funcionamiento.
- Un colmenar donde se realizan visitas guiadas.

### Fiestas y tradiciones[6]
- Abril: Día del chacolí
- Abril: Feria de plantas de colección en Iturraran
- 16 de mayo: Feria de la Ascensión
- Junio: Día de Pagoeta y Cuadrillas
- Junio: Cros popular Zarauz-Aya
- 24 de junio: Fiestas de san Juan en Iturriotz. Hogueras en todos los caseríos y en el casco acompañadas de bailes
- 29 de junio: Fiestas de san Pedro en los barrios de Andatza y Elcano
- 25 de junio: Santiago. Fiestas del barrio de Santio Erreka
- 6-10 de agosto: san Donato y san Lorenzo. Fiestas del pueblo
- 29 de septiembre: Fiestas de san Miguel en el barrio Laurgain
- Noviembre: Prueba de bueyes
- 11 de noviembre: Fiestas de san Martín en Urdaneta
- 18 de noviembre: Fiestas de san Roman en Alzola

Durante todos los domingos exceptuado el verano (de octubre a mediados de junio): romería en el barrio de Andatza, junto a la iglesia de san Pedro. Trikitrixa (acordeón y pandereta tradicionales) y baile. Muy animada participativa.